# Discografia de Slayer
Slayer é uma banda de thrash metal de Huntington Park, Califórnia. A banda já lançou onze álbuns de estúdio, dois EPs, dois álbuns ao vivo, dois box sets, um álbum de tributo, quatro DVDs, dezessete singles, e nove videoclipes. Esta lista não inclui material extra gravado por membros ou ex-membros do Slayer, que já gravaram com Whiplash, Exodus, Fantômas, Grip Inc. ou Testament.
Slayer foi formado em 1981 pelos guitarristas Kerry King e Jeff Hanneman, que recrutou o vocalista e baixista Tom Araya, e o baterista Dave Lombardo. Os dois primeiros álbuns de Slayer, Show no Mercy (1983) e Hell Awaits (1985), que foram lançados pela Metal Blade Records, não foram classificados nos Estados Unidos. A banda então assinou um contrato com a Def Jam Recordings de Rick Rubin, que produziu Reign in Blood (1986). O álbum ajudou a alavancar a carreira de Slayer, resultando na entrada na Billboard 200 pela primeira vez, atingindo a posição de número 94. Após South of Heaven (1988), Slayer assinou com a nova gravadora de Rubin, Def American, e lançou Seasons in the Abyss (1990). Depois que o álbum foi lançado, Lombardo partiu do Slayer e foi substituído por Paul Bostaph.
Divine Intervention de 1994, o primeiro álbum com a participação de Bostaph, estreou em oitavo lugar nas paradas dos E.U.A., a melhor classificação da banda no país até a época. Diabolus in Musica (1998) foi criticado por seus traços experimentais, enquanto God Hates Us All (2001) criou controvérsia por sua arte gráfica, mas mantem-se como um dos discos mais pesados do quarteto. Bostaph deixou a banda devido a uma lesão e foi substituído pelo ex-membro Lombardo. Christ Illusion (2006) marcou o retorno da formação original e foi muito bem sucedido na América do Norte, estreando em quinto lugar nas paradas dos E.U.A., além de ganhar dois prémios Grammy em 2007 e 2008. Em 2009 foi lançado World Painted Blood, que obteve um alto número de vendas mundialmente e rendeu disco de Ouro na Polônia.
Em 2013 a banda sofreu mudanças na formação, com o retorno de Paul Bostaph à bateria  e o falecimento do guitarrista e fundador Jeff Hanneman. Apesar de tudo,  o Slayer decidiu continuar, e em setembro de 2015 lançaram seu mais recente álbum de estúdio, Repentless, o qual alcançou a melhor posição da banda nos Estados Unidos (4º lugar) e liderou as paradas da Alemanha.
Slayer é considerado como um dos "quatro grandes" do thrash metal, juntamente com Anthrax, Metallica, Megadeth e já recebeu seis certificações de Ouro pela Recording Industry Association of America.

## Álbuns de estúdio
| Ano                                            | Detalhes do álbum                                                                          | Posições nas paradas | Posições nas paradas | Posições nas paradas | Posições nas paradas | Posições nas paradas | Posições nas paradas | Posições nas paradas | Posições nas paradas | Posições nas paradas | Posições nas paradas | Posições nas paradas | Vendas                                       | Certificações                       |
| Ano                                            | Detalhes do álbum                                                                          | US                   | AUS                  | AUT                  | DEN                  | FIN                  | FRA                  | GER                  | NLD                  | NZ                   | SWE                  | UK                   | Vendas                                       | Certificações                       |
| ---------------------------------------------- | ------------------------------------------------------------------------------------------ | -------------------- | -------------------- | -------------------- | -------------------- | -------------------- | -------------------- | -------------------- | -------------------- | -------------------- | -------------------- | -------------------- | -------------------------------------------- | ----------------------------------- |
| 1983                                           | Show No Mercy - Lançado: 3 de Dezembro de 1983 - Gravadora: Metal Blade (MB #71034-4)      | —                    | —                    | —                    | —                    | —                    | —                    | —                    | —                    | —                    | —                    | —                    |                                              |                                     |
| 1985                                           | Hell Awaits - Lançado: 2 de abril de 1985 - Gravadora: Metal Blade (MB #1040)              | —                    | —                    | —                    | —                    | —                    | —                    | —                    | —                    | —                    | —                    | —                    |                                              |                                     |
| 1986                                           | Reign in Blood - Lançado: 7 de Outubro de 1986 - Gravadora: American (DJ #924131 2)        | 94                   | —                    | —                    | —                    | —                    | —                    | —                    | —                    | —                    | —                    | 47                   | - EUA: 500,000+                              | - EUA: Ouro                         |
| 1988                                           | South of Heaven - Lançado: 5 de Julho de 1988 - Gravadora: American (DJ #828 080-1)        | 57                   | 58                   | —                    | —                    | —                    | —                    | 23                   | 31                   | —                    | 50                   | 25                   | - EUA: 500,000+ - RU: 60,000+ - CAN: 50,000+ | - EUA: Ouro - RU: Prata - CAN: Ouro |
| 1990                                           | Seasons in the Abyss - Lançado: 9 de Agosto de 1990 - Gravadora: American (AR #846 871-2)  | 40                   | 58                   | 29                   | —                    | —                    | —                    | 19                   | 69                   | —                    | 47                   | 18                   | - EUA: 500,000+ - CAN: 50,000+               | - EUA: Ouro - CAN: Ouro             |
| 1994                                           | Divine Intervention - Lançado: 27 de Setembro de 1994 - Gravadora: American (AR #491802 2) | 8                    | 27                   | 22                   | —                    | —                    | —                    | 18                   | 31                   | 20                   | 10                   | 15                   | - EUA: 500,000+ - CAN: 50,000+               | - EUA: Ouro - CAN: Ouro             |
| 1998                                           | Diabolus in Musica - Lançado: 9 de Junho de 1998 - Gravadora: American (AR #491302 2 )     | 31                   | 35                   | 40                   | —                    | 18                   | 23                   | 32                   | 52                   | 15                   | 29                   | 27                   | - EUA: 306,000+                              |                                     |
| 2001                                           | God Hates Us All - Lançado: 11 de Setembro de 2001 - Gravadora: American (AR #586 331-2)   | 28                   | 15                   | 31                   | 32                   | 12                   | 25                   | 9                    | 30                   | 35                   | 18                   | 31                   | - EUA: 319,000+                              |                                     |
| 2006                                           | Christ Illusion - Lançado: 8 de Agosto de 2006 - Gravadora: American (AR #9362-44300-2)    | 5                    | 9                    | 6                    | 14                   | 2                    | 52                   | 2                    | 8                    | 10                   | 4                    | 23                   |                                              |                                     |
| 2009                                           | World Painted Blood - Lançado: 3 de Novembro de 2009 - Gravadora: American                 | 12                   | 9                    | 13                   | 21                   | 12                   | 28                   | 7                    | 15                   | 16                   | 21                   | 41                   |                                              | - POL: Ouro                         |
| 2015                                           | Repentless - Lançado: 11 de setembro de 2015 - Gravadora: Nuclear Blast                    | 4                    | 3                    | 6                    | 9                    | 3                    | 7                    | 1                    | 2                    | 8                    | 5                    | 11                   |                                              | - POL: Ouro                         |
| "—" denota álbuns que não chegaram às paradas. |                                                                                            |                      |                      |                      |                      |                      |                      |                      |                      |                      |                      |                      |                                              |                                     |

## Álbuns de tributo
| Ano  | Detalhes do álbum | Pico no gráfico de posições | Pico no gráfico de posições | Pico no gráfico de posições | Pico no gráfico de posições | Pico no gráfico de posições | Pico no gráfico de posições | Pico no gráfico de posições | Pico no gráfico de posições | Pico no gráfico de posições |
| Ano  | Detalhes do álbum | EUA                         | RU                          | AUT                         | FRA                         | HOL                         | BEL                         | SUE                         | FIN                         | NZ                          |
| ---- | --- | --------------------------- | --------------------------- | --------------------------- | --------------------------- | --------------------------- | --------------------------- | --------------------------- | --------------------------- | --------------------------- |
| 1996 | Undisputed Attitude - Lançado: 28 de Maio de 1996 - Gravadora: American (AR #74321 35759 2) - Formato: CD, LP, Cassete | 34                          | 31                          | 43                          | 43                          | 33                          | 38                          | 20                          | 27                          | 22                          |

## Álbuns ao vivo
| Ano                                            | Detalhes do álbum | Posições | Posições | Posições | Posições | Posições |
| Ano                                            | Detalhes do álbum | US       | GER      | NLD      | UK       | FIN      |
| ---------------------------------------------- | --- | -------- | -------- | -------- | -------- | -------- |
| 1984                                           | Live Undead - Lançado: 16 de Novembro de 1984 - Gravadora: Metal Blade (MB #3984-14033-2)                                       | —        | —        | —        | —        | —        |
| 1991                                           | Decade of Aggression - Lançado: 22 de Outubro de 1991 - Gravadora: American (AR #491801 2)                                      | 55       | 35       | 79       | 29       | —        |
| 2010                                           | The Big 4 Live From Sofia, Bulgaria (com Metallica, Megadeth e Anthrax) - Lançado: 15 de outubro de 2010 - Gravadora: Universal | —        | 59       | 75       | —        | 31       |
| "—" denota álbuns que não chegaram às paradas. | |          |          |          |          |          |

## EPs
| Ano  | Detalhes do álbum                                                                                                | Posição nas paradas | Posição nas paradas | Posição nas paradas | Posição nas paradas |
| Ano  | Detalhes do álbum                                                                                                | DK                  | FIN                 | SWE                 | SWI                 |
| ---- | --- | ------------------- | ------------------- | ------------------- | ------------------- |
| 1984 | Haunting the Chapel - Lançado: 4 de Agosto de 1984 - Gravadora: Metal Blade (MB #71083-1) - Formato: CD, Cassete | —                   | —                   | —                   | —                   |
| 2006 | Eternal Pyre - Lançado: 6 de Junho de 2006 - Gravadora: American (AR #5439156852) - Formato: CD                  | 3                   | 2                   | 48                  | 88                  |

## Box sets
| Ano  | Detalhes do álbum |
| ---- | --- |
| 2003 | Soundtrack to the Apocalypse - Lançado: 25 de novembro de 2003 - Gravadora: American (AR #0001637) - Formato: Box, CD, DVD |
| 2010 | The Vinyl Conflict - Lançado: 18 de outubro de 2010 - Gravadora: American, Sony - Formato: Box, CD, DVD                    |

## Singles
| 1986                                                 | "Raining Blood"             | —  | —  | 64 | Reign in Blood       |
| 1986                                                 | "Angel of Death"            | —  | —  | —  | Reign in Blood       |
| 1986                                                 | "Postmortem"                | —  | —  | —  | Reign in Blood       |
| 1987                                                 | "Criminally Insane (Remix)" | —  | —  | —  | Reign in Blood       |
| 1990                                                 | "Seasons in the Abyss"      | —  | —  | 51 | Seasons in the Abyss |
| 1995                                                 | "Serenity in Murder"        | —  | —  | 50 | Divine Intervention  |
| 1996                                                 | "I Hate You"                | —  | —  | —  | Undisputed Attitude  |
| 1998                                                 | "Stain of Mind"             | —  | —  | —  | Diabolus in Musica   |
| 2001                                                 | "Bloodline"                 | —  | —  | —  | God Hates Us All     |
| 2006                                                 | "Cult"                      | —  | —  | —  | Christ Illusion      |
| 2006                                                 | "Eyes of the Insane"        | —  | 15 | 97 | Christ Illusion      |
| 2009                                                 | "Psychopathy Red"           | —  | —  | —  | World Painted Blood  |
| 2009                                                 | "Hate Worldwide"            | 2  | —  | —  | World Painted Blood  |
| 2010                                                 | "World Painted Blood"       | 14 | —  | —  | World Painted Blood  |
| 2014                                                 | "Implode"                   | —  | —  | —  | Repentless           |
| 2015                                                 | "When the Stillness Comes"  | —  | —  | —  | Repentless           |
| 2015                                                 | "Repentless"                | 2  | —  | —  | Repentless           |
| 2015                                                 | "You Against You"           | —  | —  | —  | Repentless           |
| "—" denota que o lançamento não alcançou as paradas. |                             |    |    |    |                      |

## Miscelânea
| Ano  | Canção                | Álbum                                                          | Comentários                                                                                                |
| ---- | --------------------- | -------------------------------------------------------------- | --- |
| 1987 | "In-A-Gadda-Da-Vida"  | Less Than Zero trilha sonora                                   | Cover de Iron Butterfly. Aparece em Soundtrack to the Apocalypse.                                          |
| 1993 | "Disorder"            | Judgment Night trilha sonora                                   | Participação de Ice-T. Medley de canções por The Exploited. Está presente em Soundtrack to the Apocalypse. |
| 1997 | "No Remorse"          | Spawn trilha sonora                                            | Participação de Atari Teenage Riot. Depois aparece em Soundtrack to the Apocalypse.                        |
| 1998 | "Human Disease"       | Bride of Chucky trilha sonora                                  | Depois aparece em Soundtrack to the Apocalypse.                                                            |
| 1999 | "Here Comes the Pain" | WCW Mayhem: The Music                                          | Exclusivo para esta trilha sonora. Depois aparece em God Hates Us All.                                     |
| 2000 | "Hand of Doom"        | Nativity in Black II: A Tribute to Black Sabbath               | Cover de Black Sabbath.                                                                                    |
| 2000 | "Spirit in Black"     | Book of Shadows: Blair Witch 2 trilha sonora                   | Exclusivo para esta trilha sonora.Originalmente está em Seasons in the Abyss.                              |
| 2000 | "Bloodline"           | Dracula 2000 trilha sonora. Originalmente em God Hates Us All. | Exclusivo para esta trilha sonora.Originalmente está em Seasons in the Abyss.                              |
| 2002 | "Born to Be Wild"     | NASCAR: Crank It Up                                            | Cover de Steppenwolf.                                                                                      |
| 2004 | "WarZzone"            | UFC: Ultimate Beat Downs, Vol. 1                               | Inicialmente aparece em God Hates Us All.                                                                  |
| 2006 | "Eyes of the Insane"  | Saw III trilha sonora                                          | Inicialmente aparece em Christ Illusion.                                                                   |

## Vídeos

### Videoclipes
| Ano  | Título                 | Diretor          |
| ---- | ---------------------- | ---------------- |
| 1987 | "Criminally Insane"    | Dean Karr        |
| 1988 | "South of Heaven"      | Di Puglia Gerard |
| 1990 | "Seasons in the Abyss" | Di Puglia Gerard |
| 1994 | "Dittohead"            | Jon Reiss        |
| 1994 | "Killing Fields"       | Di Puglia Gerard |
| 1995 | "Serenity in Murder"   | Di Puglia Gerard |
| 1996 | "I Hate You"           | Di Puglia Gerard |
| 2001 | "Bloodline"            | Evan Bernard     |
| 2006 | "Eyes of the Insane"   | Tony Petrossian  |
| 2009 | "Psychopathy Red"      | —                |
| 2010 | "World Painted Blood"  | Mark Brooks      |
| 2015 | "Repentless"           | BJ Mcdonnell     |
| 2015 | "You Against You"      | —                |

### VHS/DVDs
| Ano                                              | Detalhes | Posições nas paradas | Posições nas paradas | Posições nas paradas | Posições nas paradas | Posições nas paradas | Posições nas paradas | Posições nas paradas | Vendas                                                                      | Certificações                                                                               |
| Ano                                              | Detalhes | US Video             | GER                  | FIN                  | JPN                  | SWI                  | AUT                  | UK                   | Vendas                                                                      | Certificações                                                                               |
| ------------------------------------------------ | --- | -------------------- | -------------------- | -------------------- | -------------------- | -------------------- | -------------------- | -------------------- | --------------------------------------------------------------------------- | ------------------------------------------------------------------------------------------- |
| 1995                                             | Live Intrusion - Lançado: 31 de Outubro de 1995 - Gravadora: American (AR #slay 001v)                                                              | —                    | —                    | 3                    | —                    | —                    | —                    | —                    |                                                                             |                                                                                             |
| 2003                                             | War at the Warfield - Lançado: 29 de Julho de 2003 - Gravadora: American (AR #440 063 690-9)                                                       | 3                    | 58                   | 2                    | 91                   | —                    | —                    | —                    | - EUA: 50,000+                                                              | - EUA: Ouro                                                                                 |
| 2004                                             | Still Reigning - Lançado: 26 de Outubro de 2004 - Gravadora: American (AR #B0003529-09)                                                            | 7                    | —                    | 7                    | 192                  | —                    | —                    | —                    | - EUA: 50,000+                                                              | - EUA: Ouro                                                                                 |
| 2010                                             | The Big 4 Live from Sofia, Bulgaria (com Metallica, Megadeth e Anthrax) - Lançado: 15 de Outubro de 2010 - Gravadora: Universal - Formato: DVD, BD | 1                    | 4                    | 1                    | 6                    | 3                    | 1                    | 1                    | - EUA: 200,000+ - BRA: 50,000+ - AUS: 30,000+ - POL: 30,000+ - ALE: 25,000+ | - EUA: 2× Platina - ALE: Ouro - NZ: Ouro - BRA: Platina - AUS: 2× Platina - POL: 3× Platina |
| "—" denota que a gravação não chegou às paradas. | |                      |                      |                      |                      |                      |                      |                      |                                                                             |                                                                                             |